# اتافو

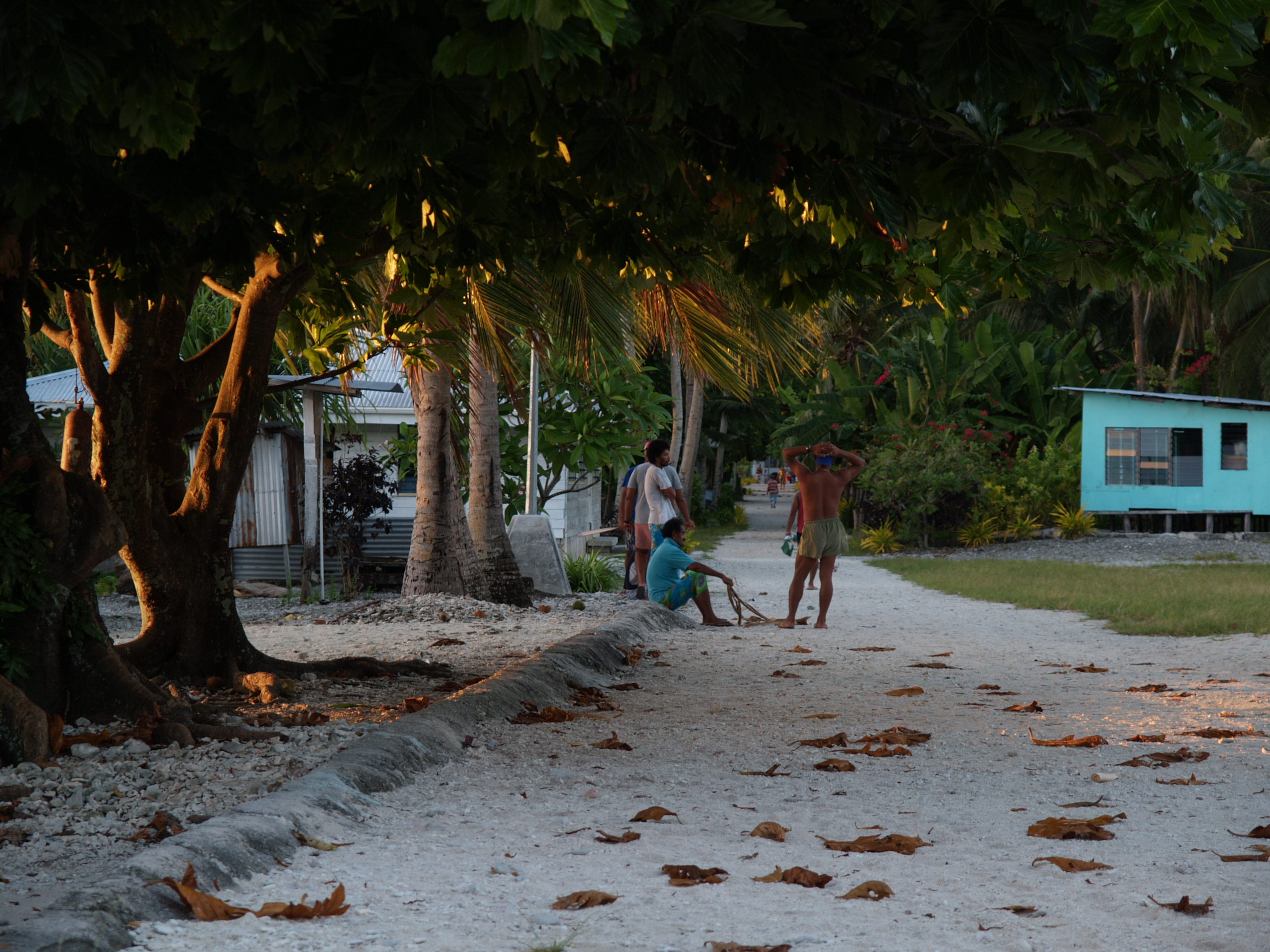
خیابان اصلی شهر

اتافو (انگلیسی: Atafu) که پیش از این به نام دوک گروه یورک موسوم بود، شامل ۲۵ جزیره خرد در توکلائو است و در ۵۰۰ کیلومتری (۳۱۰ مایلی) ساموآ در اقیانوس آرام قرار دارد. مساحت آن ۲/۵ کیلومتر مربع است و به نسبت سه جزیره توکلائو این جزیره کوچکترین به‌شمار می‌رود.

## موقعیت جغرافیایی

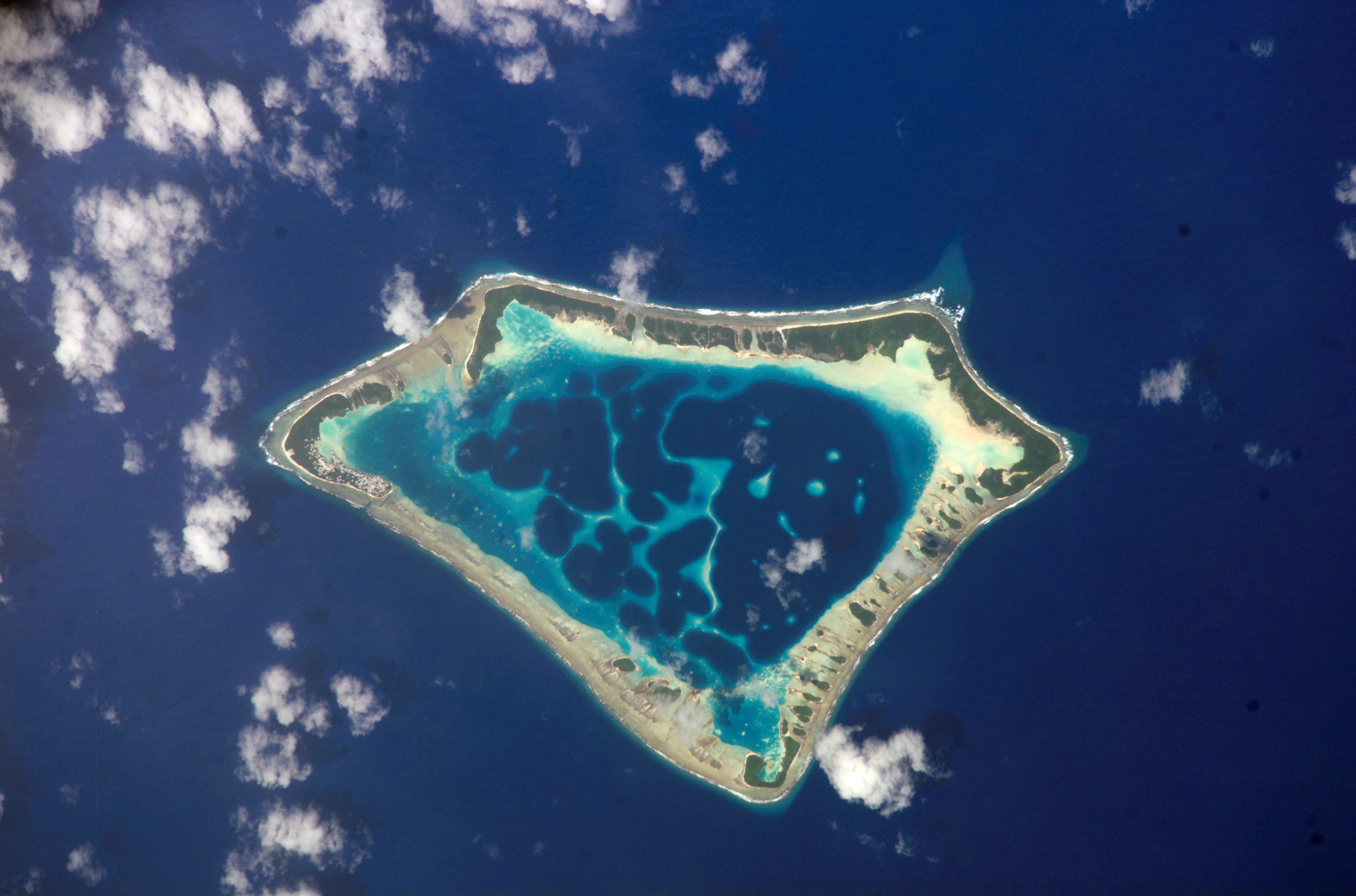
تصویر ماهواره‌ای اتافو

اتافو در مسیر کمربندی طوفان در اقیانوس آرام قرار دارد. در ژانویه ۱۹۱۴، طوفان عظیمی کلیسا و بسیاری از خانه‌های این جزایر را ویران کرد و بسیاری از درختان نارگیل را از بین برد.